# Carl Fuchs (Politiker, 1801)

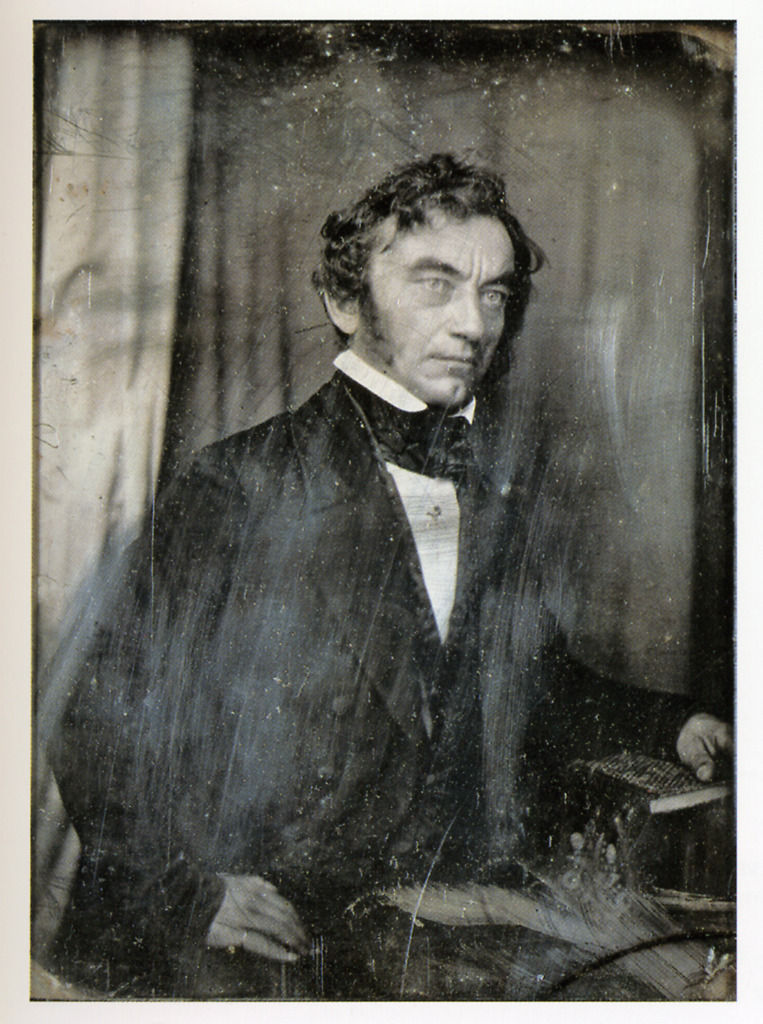
Carl Fuchs, 1848
Daguerreotypie von Hermann Biow

Carl Gottlieb Fuchs (* 24. November 1801 in Dirsdorf, Provinz Schlesien; †  6. November 1855 in Breslau) war ein deutscher Jurist, Politiker und Mitglied der Frankfurter Nationalversammlung.

## Leben
Carl Fuchs studierte von 1820 bis 1823 Rechtswissenschaften in Breslau. Dort schloss er sich der Burschenschaft Alte Arminia Breslau im Jahr 1820 an.
1825 wurde er zum Richter des Patrimonialgerichts der Fürstlich Hohenlohischen Herrschaft Slawenowitz. 1829 wurde er Oberlandesgerichtsassessor in Ratibor, 1832–1836 Land- und Stadtgerichtsdirektor in Neustadt/Oberschlesien. 1838 bis 1846 war er Kreisjustizrat, Land- und Stadtgerichtsdirektor in Oppeln. 1846 wurde er Landgerichtsdirektor in Breslau.
Im Revolutionsjahr 1848 war er Mitgründer des Konstitutionellen Zentralvereins in Breslau. Im Paulskirchenparlament war er als Abgeordneter für den Wahlkreis 20 (Schlesien/Breslau) in den Fraktionen Casino und Landsberg und im Prioritätsausschuß als dessen zweiter Vorsitzender. Von 1849 bis 1855 war er Oberstaatsanwalt in Breslau. Er verfasste mehrere juristische Werke.